# Grizzlybjörn
Grizzlybjörn (Ursus arctos horribilis) erkänns ofta som en nordamerikansk underart till brunbjörn. Grizzlybjörnar lever i förhållande till andra brunbjörnar i Nordamerika, exempelvis kodiakbjörn, i inlandet.

## Beskrivning
Grizzlybjörnen är en stor och kompakt brunbjörn med inslag av grått i topparna av det yttre hårlagret i pälsen, något som ger den ett gråaktigt färguttryck. Grizzlybjörnen kännetecknas bland annat av en stor puckelliknande bula på ryggen, sittande mellan skulderbladen. Detta är en muskelmassa som björnen använder för att få styrka i frambenen när den gräver. Huvudet är stort och runt, vilket ger ett konkavt ansiktsuttryck sett i profil.
Grizzlybjörnen väger normalt omkring 180–410 kg, men extremt stora hanar kan väga upp emot 640 kg. Hannen blir ofta ungefär 1,8 gånger större än honan. Pälsfärgen varierar mycket i förhållande till dess geografiska spridning, från närmast blond till mörk brun och nästan svart. Skillnaderna i pälsfärg kan vara ett resultat av björnens bosättningsmiljö, vilket innebär skillnader i både diet och temperatur. Björnar som lever i kustnära omgivningar blir ofta mer bruna, medan inlandsbjörnar ofta är mer gråa.

## Systematik
Brunbjörnens systematik är omdiskuterad, men vanligen definieras två bestånd av brunbjörn som underarter av brunbjörn i Nordamerika – grizzlybjörn (U. a. horribilis) och kodiakbjörn (U. a. middendorffi). Utöver dessa har man funnit fossil av andra underarter. Genetiskt är de olika underarterna av brunbjörn emellertid mycket homogena och i slutet av 1990-talet presenterades en studie som identifierade fem klader och inte uppvisade något stöd för den traditionella indelningen i underarter. Ytterligare forskning anses behövas för att klargöra systematiken.
Kodiakbjörnen skiljer sig från grizzlybjörn genom att generellt vara mycket större och genom skillnader i skallen. Den lever också isolerat från grizzlybjörnarna på några få öar. Den klassificeras därför som en egen underart. Brunbjörnar som lever vid kusten i Alaska och Kanada saknar ofta det grå inslaget i pälsen, vilket anses karaktäristiskt för grizzlybjörnen, och benämns därför ofta bara "brown bear" (brunbjörn). Detta, samt miljön de lever i, är emellertid nästan det enda som skiljer dem från inlandsbjörnarna.
Ungefär 65 variationer av grizzlybjörnen blev beskrivna, de flesta etablerades av Clinton Hart Merriam. Nyare avhandlingar förtecknar variationerna som synonymer.

## Utbredning
Grizzlybjörnen förekommer idag från Alaska och Kanada i norr till staterna Washington, Montana, Idaho och Wyoming i USA i söder. 
Om man bortser från Alaska, där det finns omkring 30 000-35 000 grizzlybjörnar, finns det ungefär 800-1000 i USA. Alla lever i olika nationalparker. Utöver detta finns det i Kanada ungefär 26 900-34 150 grizzlybjörnar. Det skjuts ungefär 450 grizzlybjörnar i Kanada varje år, vilket håller stammen på en stabil nivå. 

## Ekologi
Grizzlybjörnen trivs i en mängd olika habitat. Man finner dem ofta i älvdalar, men också i fjäll, tät skog, öppet slättland och på arktisk tundra. Med åren kan det se ut som om grizzlybjörnen har tryckts stadigt mot norr, men det är fortsatt oklart om det beror på den globala uppvärmningen eller mänskliga aktiviteter.
Underarten vandrar kortare sträckor under årets lopp. Den besöker lägre områden under våren och hösten och syns oftare i bergstrakter under sommaren och vintern.
Födan utgörs till lite mer än hälften av växtdelar som frukter, bär, gräs, bark, frön från Pinus albicaulis, rötter, svampar och människans avfall. Grizzlybjörnen äter dessutom kadaver, fiskar som strupsnittsöring, små eller medelstora däggdjur samt insekter. Födans sammansättning varierar mycket beroende på årstid. I sällsynta fall kan underarten döda en svartbjörn.
Parningen sker i södra delen av utbredningsområdet mellan april och juni eller ibland fram till juli. Ofta strider flera hanar om rätten att para sig med en hona. Det befruktade ägget vilar fram till hösten och den egentliga dräktigheten varar i två månader. Ungarna föds när honan vistas i vinterlyan. De väger vid födelsen cirka 500 g. Ungarna diar sin mor 1,5 till 2,5 år. Könsmognaden infaller allmänt efter 4,5 år, hos honor ibland ett år senare. Könsmogna honor har vartannat eller vart fjärde år en kull. Några grizzlybjörnar blir 20 eller 25 år gamla.

## Namn
Trivialnamnet grizzly kommer från engelska. Det ursprungliga begreppet är grizzled – "gråskimrande" eller "gråsprängd"– vilket syftar på björnens päls.

## Status
Internationella naturvårdsunionen (IUCN) förtecknar endast arten brunbjörn i sin rödlista men inte underarten grizzlybjörn. Grizzlybjörnen är istället sedan 1975 listad som hotad underart i Förenta staternas Endangered Species Act för de 48 sydliga delstaterna (söder om Kanada).